# Lista över arbetslivsmuseer i Västernorrlands län
Här följer en förteckning över arbetslivsmuseer i Västernorrlands län.

## Västernorrlands län
| Namn                                                 | Typ av museum | Kommun, ort                      | Adress Koordinat                                         | ID-nr | Bild                                                                                        |
| ---------------------------------------------------- | ------------- | -------------------------------- | -------------------------------------------------------- | ----- | ------------------------------------------------------------------------------------------- |
| Ulvö museum                                          |               | Örnsköldsvik, Ulvöhamn           | Ulvö Hamngata 108 63.0221, 18.65623                      | 4597  | Ladda upp en bild av detta arbetslivsmuseum                                                 |
| Mjällomvikens motormuseum                            |               | Kramfors, Mjällom                | Kustvägen 32 62.97183, 18.40987                          | 4584  | Ladda upp en bild av detta arbetslivsmuseum                                                 |
| Björnsjö station                                     |               | Örnsköldsvik, Domsjö             | Björnsjö station 63.50723, 18.46262                      | 4577  | Ladda upp en bild av detta arbetslivsmuseum                                                 |
| Daniel’s boa                                         |               | Sollefteå, Junsele               | Junsele Djurpark 63.69523, 16.86163                      | 2698  | Ladda upp en bild av detta arbetslivsmuseum                                                 |
| Bruksmuseet Köpmanholmen                             |               | Örnsköldsvik, Köpmanholmen       | 25 km söder om Örnsköldsvik. Skyltat. 63.17626, 18.56606 | 4295  | Ladda upp en bild av detta arbetslivsmuseum                                                 |
| Sandslåns flottningsmuseum se Ådalens industrimuseum |               | Kramfors, Sandslån               | Flottarvägen 74 63.00882, 17.79557                       | 4501  | Ladda upp en till bild av detta arbetslivsmuseum                                            |
| Ådalens industrimuseum planerat att öppnas 2022      |               | Kramfors, Sandslån               | Flottarvägen 74 63.00882, 17.79557                       |       | Ladda upp en till bild av detta arbetslivsmuseum                                            |
| Klockhuset i Skadom                                  |               | Sollefteå, Sollefteå             | Skadom 120 63.13865, 17.67895                            | 4404  | Ladda upp en bild av detta arbetslivsmuseum                                                 |
| Föreningen Galtströmståget                           |               | Sundsvall, Galtström             | Galtströms bruk 62.16285, 17.50005                       | 4345  | Se fler bilder av detta arbetslivsmuseum · Ladda upp en till bild av detta arbetslivsmuseum |
| Näsåkers brandmuseum                                 |               | Sollefteå, Näsåker               | Näsåkers camping 63.44605, 16.8799                       | 4085  | Ladda upp en bild av detta arbetslivsmuseum                                                 |
| Sjötorps motorsamlingar 2010                         |               | Sollefteå, Helgum                | 63.21348, 16.82373                                       | 4363  | Ladda upp en bild av detta arbetslivsmuseum                                                 |
| Österström                                           |               | Sundsvall, Liden                 | 62.64183, 16.7091                                        | 1690  | Ladda upp en till bild av detta arbetslivsmuseum                                            |
| Museiföreningen Örnsköldsviks Järnvägssällskap       |               | Örnsköldsvik, Domsjö             | 63.50723, 18.46262                                       | 4223  | Ladda upp en bild av detta arbetslivsmuseum                                                 |
| Svenska administrations- och byråkratimuseet         |               | Kramfors, Nordingrå (Mannaminne) | Häggvik 109 62.9111, 18.26476                            | 4134  | Ladda upp en bild av detta arbetslivsmuseum                                                 |
| Anundsjö bruksmuseum                                 |               | Örnsköldsvik, Bredbyn            | Prästbordet 63.44332, 18.13078                           | 2751  | Ladda upp en bild av detta arbetslivsmuseum                                                 |
| Njurunda hembygdsgård                                |               | Sundsvall, Njurunda              | Hembygdsvägen 5, Klockarberget 62.27561, 17.36816        | 1681  | Ladda upp en till bild av detta arbetslivsmuseum                                            |
| Lögdö järnbruk                                       |               | Timrå, Bergeforsen               | Lögdö Bruk 62.55727, 17.38325                            | 1680  | Ladda upp en till bild av detta arbetslivsmuseum                                            |
| Ostkustbanans vänner                                 |               | Sundsvall, Svartvik              | 62.31745, 17.37223                                       | 1683  | Ladda upp en till bild av detta arbetslivsmuseum                                            |
| Svartviks industriminnen                             |               | Sundsvall, Svartvik              | 62.31757, 17.36975                                       | 1685  | Ladda upp en till bild av detta arbetslivsmuseum                                            |
| S/S Primus                                           |               | Sundsvall, Sundsvall             | Finnkajen koordinater saknas                             | 1684  | Se fler bilder av detta arbetslivsmuseum · Ladda upp en till bild av detta arbetslivsmuseum |
| Tullkvarn                                            |               | Ånge, Östavall                   | Haverö Strömmar 62.3866, 15.10215                        | 1687  | Ladda upp en bild av detta arbetslivsmuseum                                                 |
| Torkarlsberget                                       |               | Sundsvall, Matfors               | Hembygdsområdet Torkarlsberget 62.3598, 17.03568         | 1686  | Ladda upp en till bild av detta arbetslivsmuseum                                            |
| Åsens såg                                            |               | Sundsvall, Liden                 | Åsen 62.68983, 16.75397                                  | 1689  | Ladda upp en till bild av detta arbetslivsmuseum                                            |
| Wifstavarfs bruksmiljö och museum                    |               | Timrå, Timrå                     | Wifstavarv 62.4915, 17.3543                              | 1688  | Ladda upp en till bild av detta arbetslivsmuseum                                            |
| Indals hembygdsgård                                  |               | Sundsvall, Indal                 | Skällsta 62.5852, 17.07301                               | 1678  | Ladda upp en till bild av detta arbetslivsmuseum                                            |
| Linskäkten i Allsta                                  |               | Sundsvall, Allsta                | Allstavägen 62.32823, 17.22543                           | 1679  | Ladda upp en till bild av detta arbetslivsmuseum                                            |
| Alnö hembygdsgård                                    |               | Sundsvall, Alnö                  | Kyrktunet 62.44845, 17.40562                             | 1674  | Se fler bilder av detta arbetslivsmuseum · Ladda upp en till bild av detta arbetslivsmuseum |
| Eldnäsets flottningsmuseum                           |               | Ånge, Östavall                   | Eldnäset 62.41162, 15.25942                              | 1675  | Ladda upp en bild av detta arbetslivsmuseum                                                 |
| Galtströms bruk                                      |               | Sundsvall, Galtström             | Galtströms bruk 62.16319, 17.49828                       | 1676  | Se fler bilder av detta arbetslivsmuseum · Ladda upp en till bild av detta arbetslivsmuseum |
| Hantverks och sjöfartsmuseet norra berget            |               | Sundsvall, Sundsvall             | Norra stadsberget 62.39925, 17.29637                     | 1677  | Ladda upp en till bild av detta arbetslivsmuseum                                            |
| Ulvö lilla salteri                                   |               | Örnsköldsvik, Ulvöhamn           | Ulvöhamn 63.01878, 18.64492                              | 4333  | Ladda upp en bild av detta arbetslivsmuseum                                                 |
| Dynäs II                                             |               | Kramfors, Lunde                  | Sandö 62.88562, 17.89513                                 | 4104  | Se fler bilder av detta arbetslivsmuseum · Ladda upp en till bild av detta arbetslivsmuseum |
| Rickards traktor- och maskinmuseum                   |               | Sollefteå, Helgum                | Humpebo, Helgums by 63.21348, 16.82373                   | 2484  | Ladda upp en bild av detta arbetslivsmuseum                                                 |
| Primus motor, drivkrafter för Örnsköldsvik           |               | Örnsköldsvik, Domsjö             | 63.25855, 18.6854                                        | 2483  | Ladda upp en bild av detta arbetslivsmuseum                                                 |
| Nässjö kvarn                                         |               | Sollefteå, Ramsele               | Nässjö 63.59136, 16.38428                                | 2481  | Ladda upp en bild av detta arbetslivsmuseum                                                 |
| Högbondens fyrmuseum                                 |               | Kramfors, Högbonden              | Högbonden 62.8666, 18.47658                              | 2477  | Ladda upp en till bild av detta arbetslivsmuseum                                            |
| Hemsö fästning                                       |               | Härnösand, Hemsö                 | Nordanö 62.69232, 18.10247                               | 2476  | Se fler bilder av detta arbetslivsmuseum · Ladda upp en till bild av detta arbetslivsmuseum |
| Gudmundrå hembygdsgård                               |               | Kramfors, Kramfors               | Högsta vägen 62.92111, 17.77907                          | 2475  | Se fler bilder av detta arbetslivsmuseum · Ladda upp en till bild av detta arbetslivsmuseum |
| Graninge bruksmuseum                                 |               | Sollefteå, Långsele              | Graninge Bruk 63.07063, 16.94014                         | 2474  | Ladda upp en till bild av detta arbetslivsmuseum                                            |
| Gammelgården Myckelgensjö                            |               | Örnsköldsvik, Härnösand          | 63.57285, 17.60817                                       | 2473  | Se fler bilder av detta arbetslivsmuseum · Ladda upp en till bild av detta arbetslivsmuseum |
| Brynge kulturområde                                  |               | Örnsköldsvik, Brynge             | 63.25997, 18.32956                                       | 2471  | Ladda upp en bild av detta arbetslivsmuseum                                                 |
| Birgittamuseet                                       |               | Härnösand, Härnösand             | Härnösands sjukhus 62.62663, 17.9295                     | 2470  | Ladda upp en bild av detta arbetslivsmuseum                                                 |
| MoDo museum                                          |               | Örnsköldsvik, Moliden            | Kulturfabriken, Järnvägsgatan 10 63.38003, 18.44923      | 2479  | Ladda upp en bild av detta arbetslivsmuseum                                                 |
| Kulturfabriken Höga kusten                           |               | Kramfors, Mjällom                | Idrottsvägen 3 62.98649, 18.43152                        | 4244  | Ladda upp en bild av detta arbetslivsmuseum                                                 |